# Notiobiella valida
Notiobiella valida är en insektsart som beskrevs av Banks 1920. Notiobiella valida ingår i släktet Notiobiella och familjen florsländor. Inga underarter finns listade i Catalogue of Life.